# Шоубол
Шоубо́л  (исп. showbol, англ. indoor soccer «индо́р со́ккер», англ. arena soccer «арена соккер») — одна из разновидностей «большого» футбола. Играется в адаптированной хоккейной коробке с искусственным покрытием.  Игра популярна в США, Мексике, Канаде, Бразилии, где существуют профессиональные и студенческие лиги этого вида спорта.  За пределами Северной Америки более распространёны варианты, такие как мини-футбол.
Первоначально игры проводились в адаптированных хоккейных коробках внутри спортивных арен, из-за чего игра получила англоязычное название «индор соккер» («футбол в помещении»). В настоящее время игры проводятся в хоккейных коробках как внутри арен, так и на открытом воздухе.  В странах Латинской Америки более распространено название «шоубол» (showbol).

## Правила

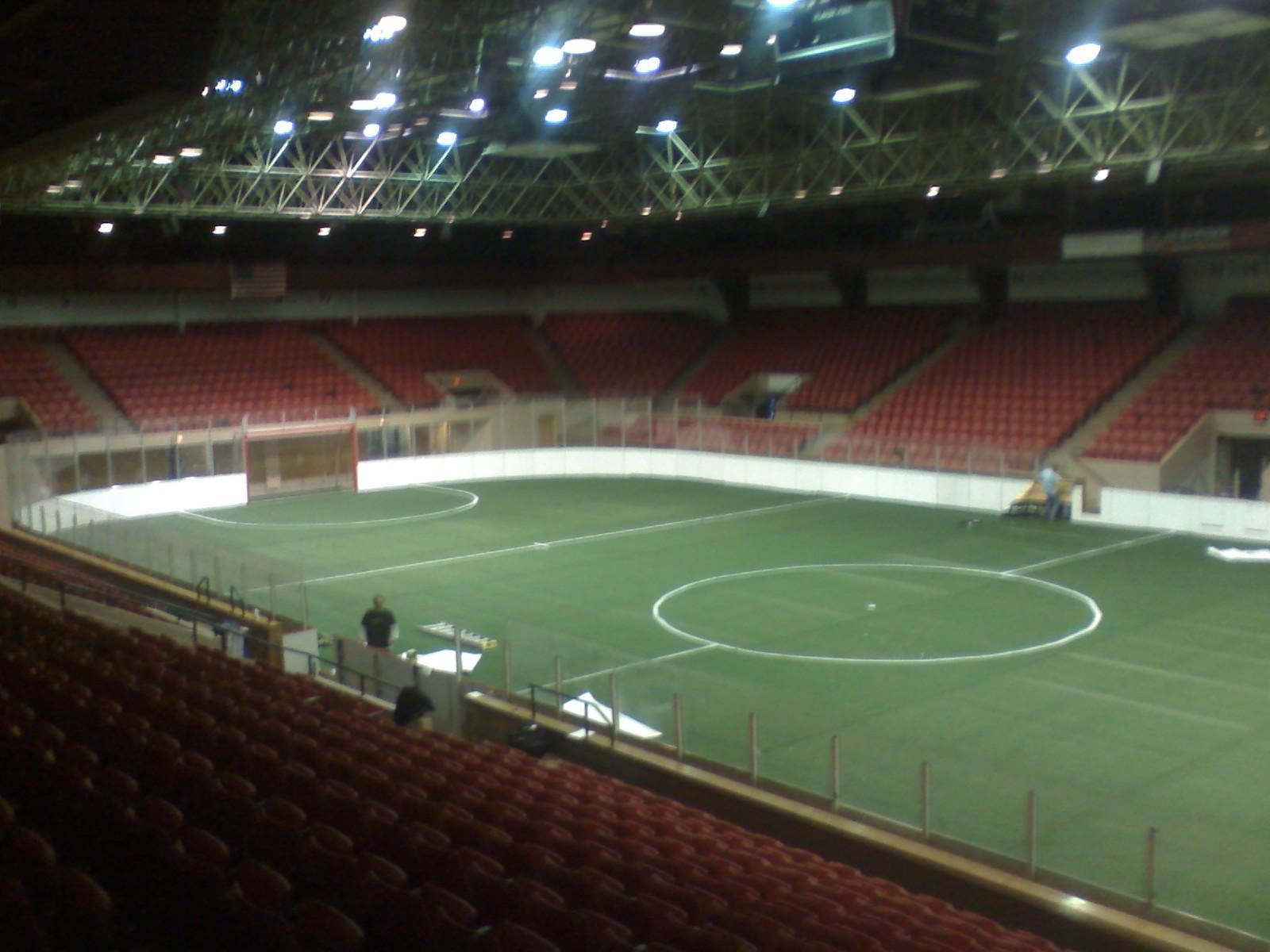
Арена для «индор соккер» в США

Поле для шоубола огорожено бортиками высотой 1 метр. Размеры поля — 40 на 20 метров, ворот — 5 на 2,35 метра.
Продолжительность игры составляет либо два тайма по 20 минут, в этом случае перерыв длится так же, как в большом футболе, при этом игроки отправляются в подтрибунное помещение, либо 4 тайма по 15 минут в зависимости от решения игроков. В последнем случае перерыв длится 5-10 минут, причем игроки остаются на площадке. В случае ничейных результатов может быть назначен овертайм. Если игра длится 2 тайма, то продолжительность овертайма такая же, как в хоккее, игра заканчивается, когда команда забивает гол, при игре в 4 тайма в овертайме игра идёт 10 минут со сменой ворот, причём у соперников после забитого гола ещё есть шанс отыграться. В игре принимают участие шесть игроков, включая вратаря. В игре, как и в хоккее, состав игроков меняется по несколько раз. Также возможна замена вратаря шестым полевым игроком. В овертайме участвует пять игроков (включая вратаря). Количество замен не ограничено, они производятся по ходу игры без её остановки. Размеры мяча составляют нечто среднее между мячом для «большого» футбола и футзала.

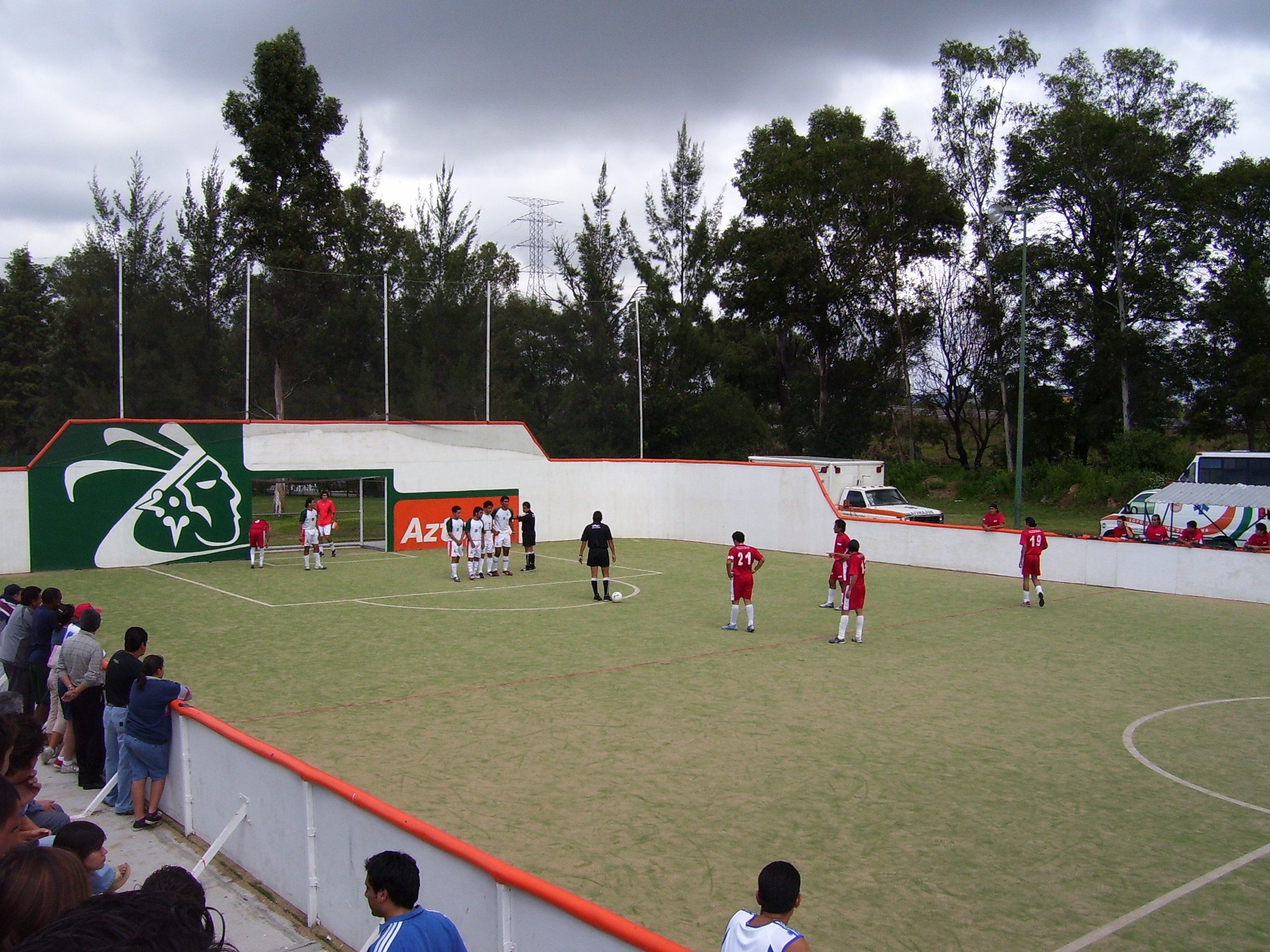
Площадка для шоубола в Мексике

В большинстве соревнований нет офсайдов и запрещены подкаты. Разрешена игра мячом от бортика. Фолы в игре наказываются предупреждением (судья показывает игроку желтую карточку), а при повторном нарушении — удалением на две минуты (зеленая карточка). За грубую игру наказываются удалением на 5 минут без замены (оранжевая карточка) или на 10 минут с правом замены (коричневая карточка), также игрок может быть удалён до конца матча (красная карточка). Если после 2-минутного удаления забивается гол, то отсчет штрафного времени прерывается, и удаленный игрок возвращается на поле. Игрок, удаленный на 4 или 10 минут отбывает штраф в полном объеме. Назначаются штрафные удары и семиметровые — аналог пенальти в «большом» футболе, они могут быть назначены как при фоле, так и в случае ничьи в дополнительное время ("послематчевые семиметровые").

## Лиги и соревнования
Профессиональные лиги шоубола есть в США, Канаде, Германии, Мексике и Бразилии. В Испании в декабре 2002 года проходил турнир с участием «Барселоны», мадридского «Реала», «Реал Бетис» и «Атлетико Мадрид». В 2006 году состоялся чемпионат мира, в котором принимали участие команды из Голландии, Испании, Бразилии и Аргентины. В феврале 2009 года в Москве состоялся Кубок Легенд с участием Голландии, Испании, Португалии, Италии, Франции и России.

## Звёзды
Многие звёзды большого футбола потом играют в шоубол. Например, на Кубке Легенд играли Франческо Тотти, Рональд де Бур, Пьер ван Хойдонк, Юлен Герреро, Рикарду Са Пинту, Паулу Футре, Кристиан Карамбё. От России играли Сергей Юран, Дмитрий Ананко, Валерий Карпин, Игорь Симутенков, Сергей Кирьяков. В шоубол играли Диего Марадона, Энцо Франческоли, Лионель Месси и Карлос Тевес.